# Fortalesa de Lorí Berd
La fortalesa Lorí Berd (en armeni: Սև բերդ), és una fortalesa del segle X-XII situada a prop del poble de Lorí Berd i a quatre quilòmetres de la localitat d'Estepanavan a la província de Lorí d'Armènia. Va ser construïda per David Anholin entre 1005-1020. Més tard es va convertir a la capital del Regne de Lorí l'any 1065.

## Història
La fortalesa de Lorí va ser situada en un territori delimitat per unes goles profundes entre els rius Mishan i Dzoraget. Fundada al segle X la ciutadella ocupava una superfície de 9 hectàrees i estava defensada per un poderós mur d'uns 200 metres de longitud, Al llarg de la seva muralla es trobaven rases plenes d'aigua. La porta d'entrada va ser erigida en la part nord-est del castell. La ciutat que envoltava la ciutadella, tenia aproximadament una superfície de 25 hectàrees i també es trobava voltada per murs, dels quals únicament es conserven restes dels fonaments. També hi ha algunes restes de dos banys amb una canonada d'argila. Es troba a 1.516 metres sobre el nivell del mar.
Des del mur exterior es van construir dos ponts cap a la ciutat sobre la gola del riu. Un d'ells ha estat restaurat i conservat, mentre que de l'altre únicament hi ha algunes restes. Aquesta estructura d'un sol tram amb arc apuntat es va suavitzar en la part superior amb un petit arc que connecta ambdues corbes sense problemes importants.
L'any 1238 la fortalesa de Lorí va ser assetjada i capturada pels mongoles i despietadament saquejada. Durant els següents segles es va convertir en presa d'estrangers. La gent del poble la va deixar a poc a poc i al final del segle xviii, en l'emplaçament de la poderosa fortalesa no quedava més que un petit poble que al segle xx es va anar traslladant cap a l'oest de la ciutat antiga.

En les excavacions realitzades a la ciutat a partir de 1966, s'han trobat objectes quotidians i eines que donen una idea de la història i cultura del lloc en l'edat mitjana.

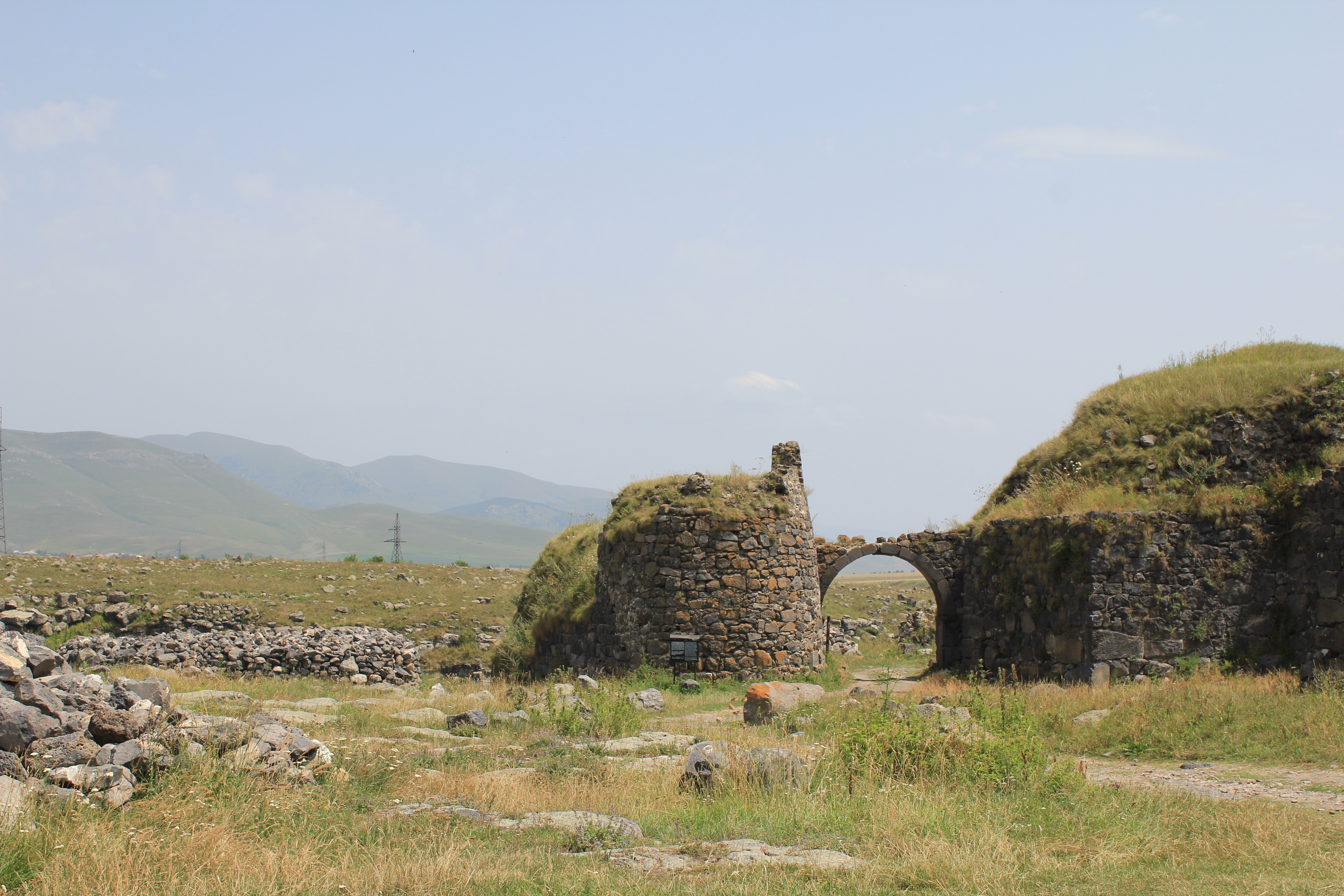
Accés a la fortalesa.
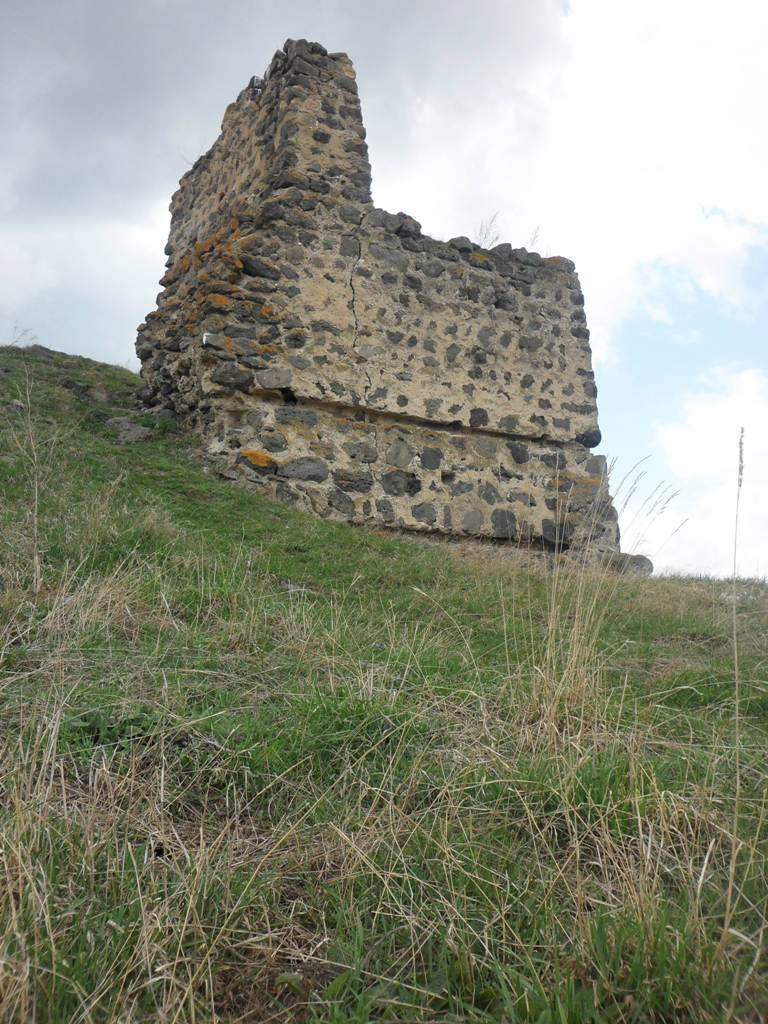
Vista d'una torre.
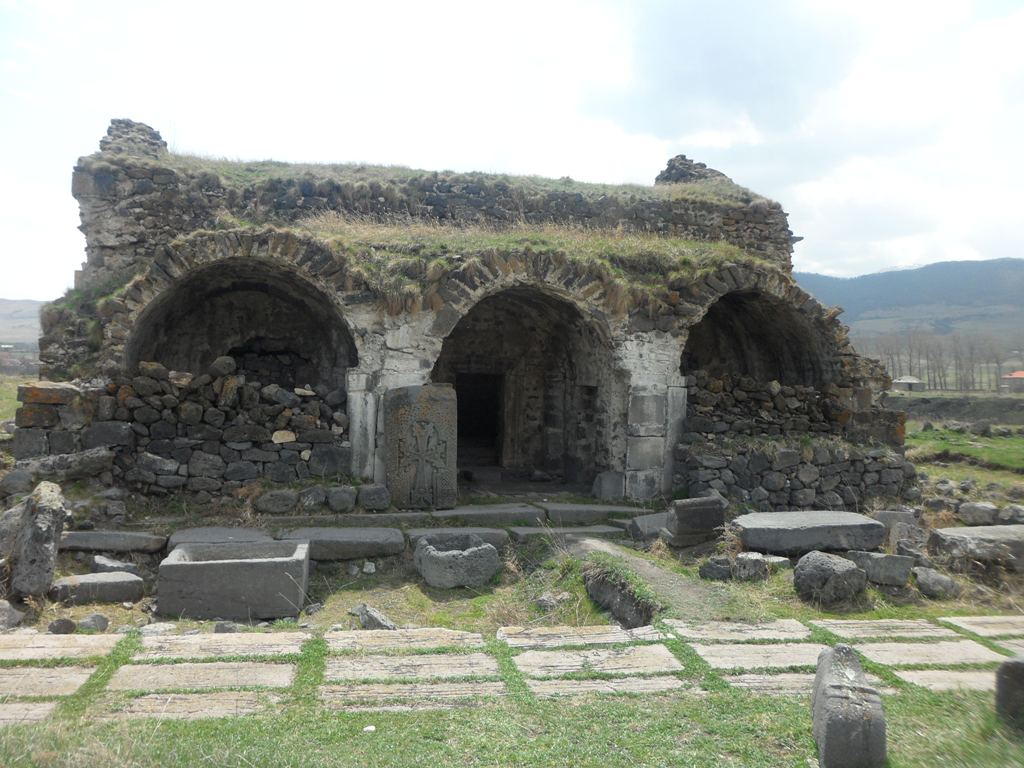
Església de la fortalesa de Lorí
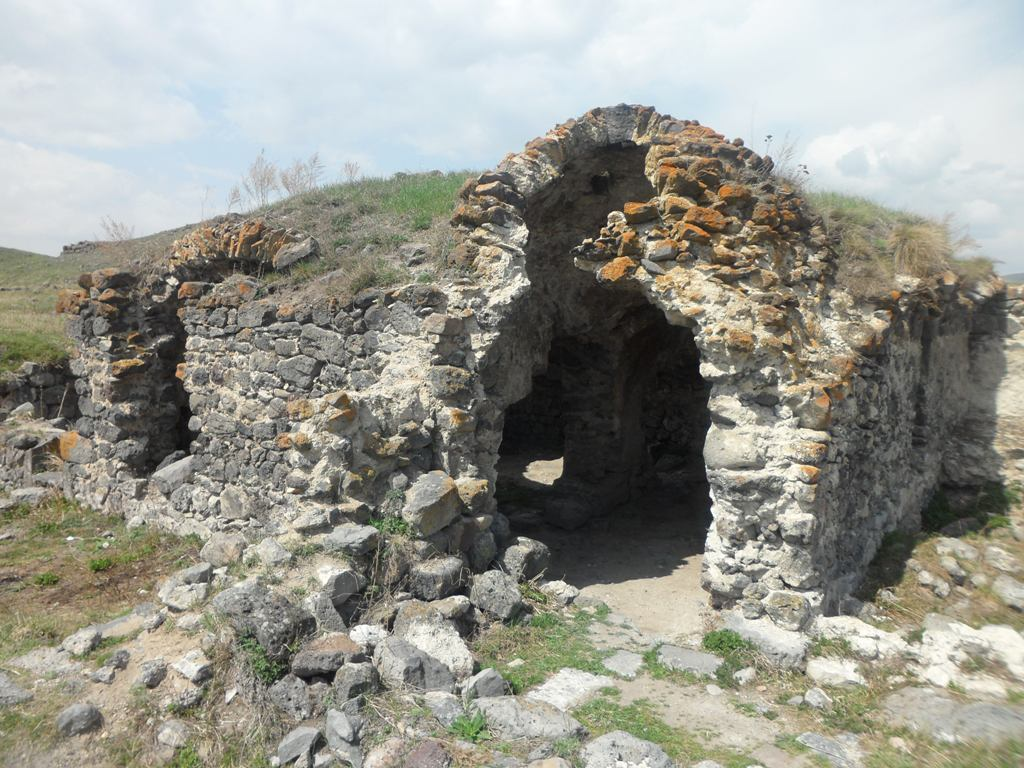
Resta d'un mur del bany.